# Ивангород (Черниговская область)
Ива́нгород (укр. Іва́нгород) — село, расположенное на территории Ичнянского района Черниговской области (Украина) на берегу реки Остёр. Ближайшая железнодорожная станция Плиски находится на расстоянии 12 км. Расстояние до районного центра города Ични составляет 18 км.

## Характеристика села
История села Ивангород уходит корнями вглубь веков. В качестве населённого пункта Ивангород уже был обозначен (Iwan Horodўcze) на карте Боплана.
Первые упоминание о селе как Иван-Город зафиксированы в 1624 г.
Некоторые местные жители Ивангорода всё ещё живут в избах, сделанных из самана по классической технологии древних жителей, обитавших в этих местах много сотен лет назад.

Историческое здание школы. Участок стены вдоль улицы.

Сельскую школу посещал Лев Толстой в 1884 году, о чём свидетельствует мемориальная таблица на фасаде здания.
Имя Льва Толстого носит одна из улиц села.
Если пройти вдоль школы можно увидеть исторический памятник начала XIX века, длинное здание белого цвета. Изначально было складом, впоследствии и до сегодняшнего дня используется как магазин.

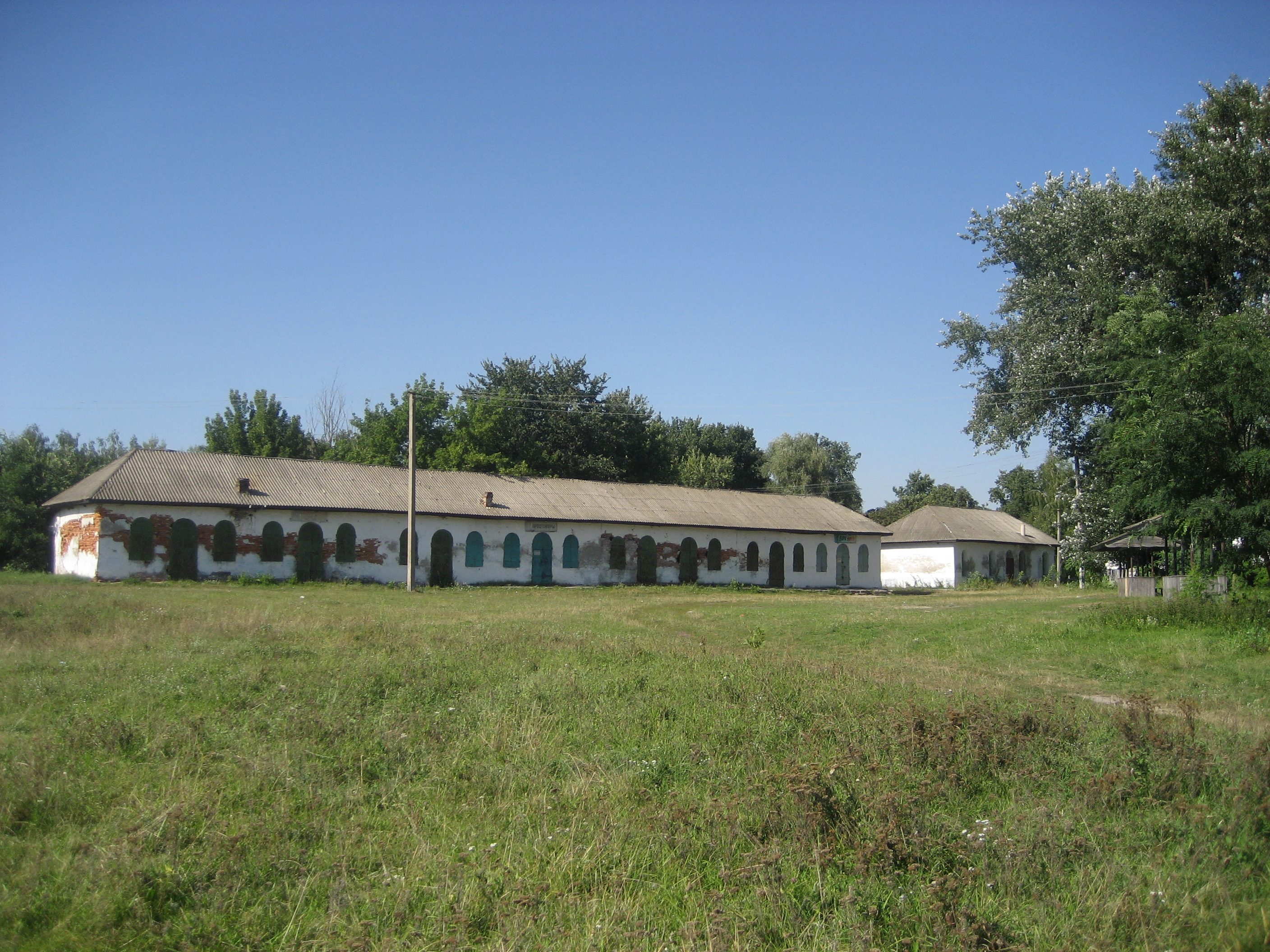
Старинное здание магазина в центре села.

Также в центре села напротив развалин церкви, в местном доме культуры был великолепный музей, посвящённый великому художнику Николаю Николаевичу Ге. Теперь часть его переехала. На хуторе Шевченко (при жизни художника Ивановский) есть могила Николая Ге.
В 2011 году отмечалось 180 лет со дня рождения великого художника. В честь юбилея проходили выставки, посвящённые творчеству Н. Н. Ге, в том числе в с. Плиски. Также была организована выставка в Государственной Третьяковской галерее «Что есть истина?» на базе фондов музея, сотрудники которого по крупицам, в том числе с помощью переписки с людьми, которые здесь бывали и что-то знают об этом уголке Черниговской области, собирали информацию о хуторе Шевченко, где жил Н. Н. Ге, месте особого периода жизни художника.
В последние годы из-за небольшого количества детей школьного возраста в селе и дороговизны содержания и отопления исторического здания школы было принято решение о реконструкции здания бывшего дома культуры (клуба) под учебное заведение, где в настоящее время и проводятся школьные занятия.
В центре села рядом с клубом находится памятник и мемориальная стена с именами Ивангородцев, погибших во время Великой Отечественной войны.
На старинной территории школьного двора находится ещё один исторический памятник — героям Гражданской войны — побеленный с красной звездой наверху и словами « Вічна слава героям, що загинули в роки громадянськоi війни».

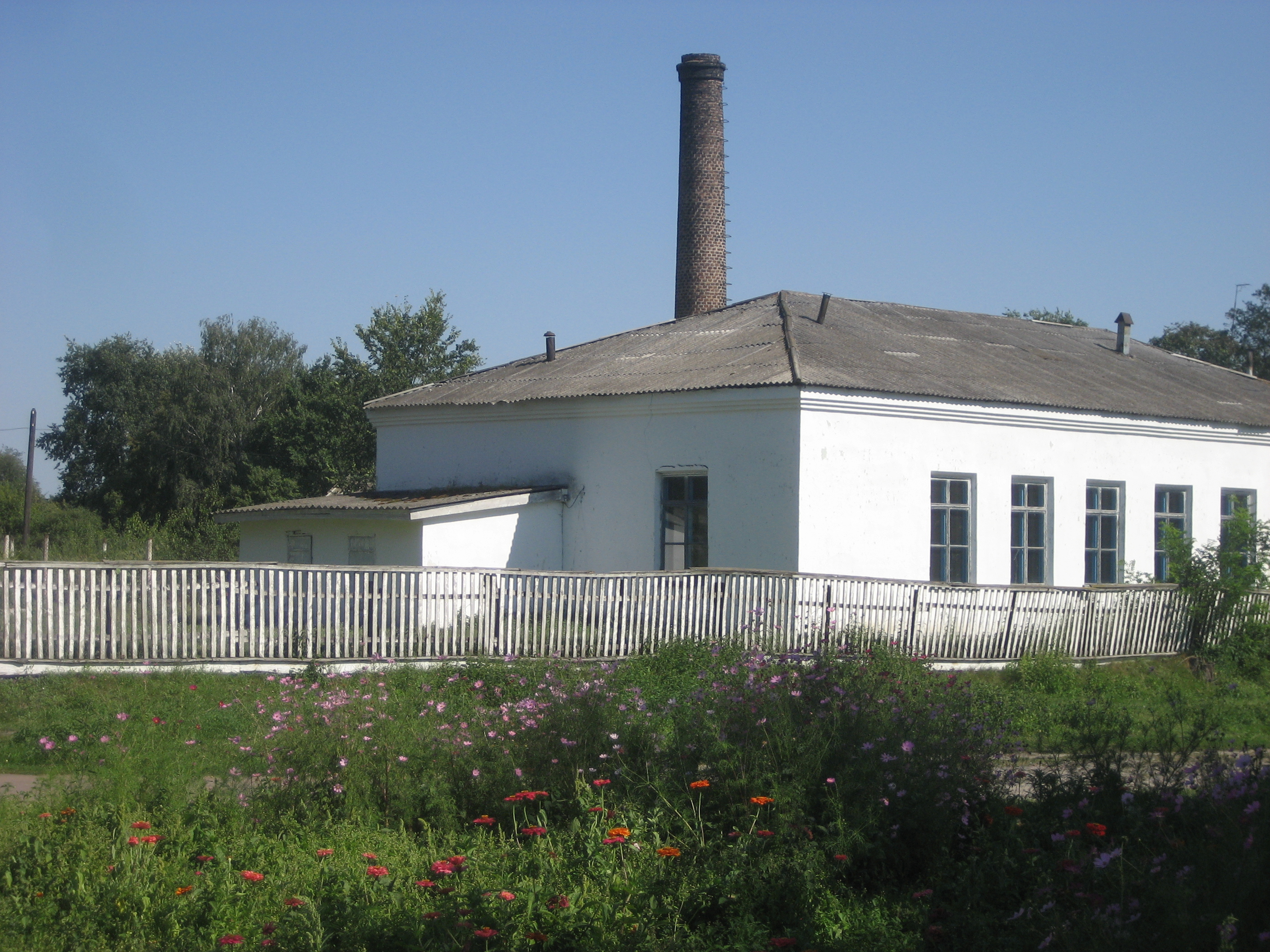
Здание пекарни.

Есть ещё одна достопримечательность в центре села Ивангород — пекарня. Раньше пекарня работала на угле и снабжала свежем хлебом всё село и округу, позже стала электропекарней. В настоящее время почти все хлебобулочные изделия в селе — привозные.

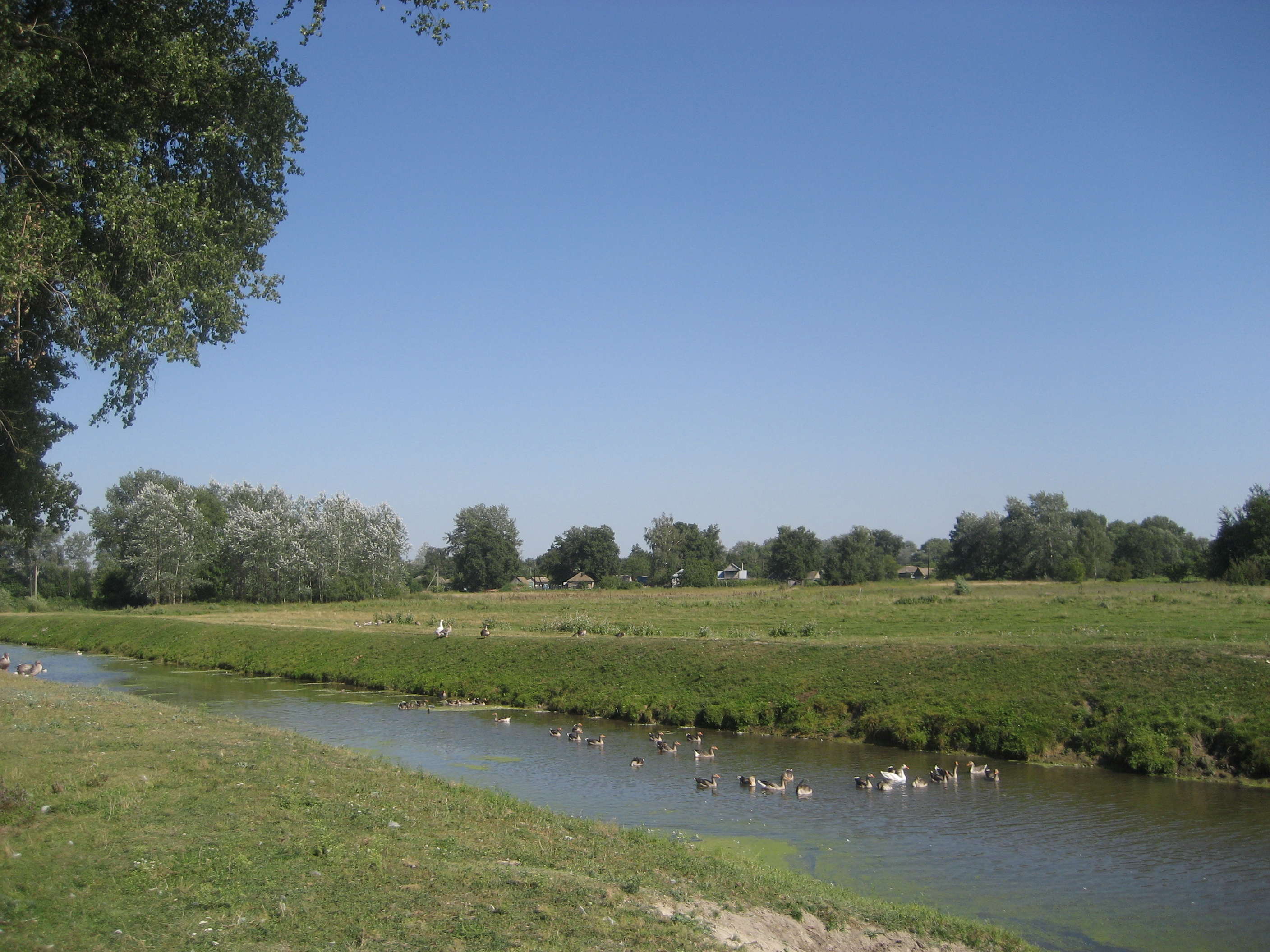
Река Остер. Вид на Загреблю с правого берега.

На реке Остёр в пределах территории с. Ивангород расположен мелиоративный железобетонный шлюз (плотина), входящий в состав осушительной системы реки Остёр (Трубежской осушительно-увлажнительной системы).
Ранее в 60-х годах XX века мелиоративный шлюз был деревянным, потом был заменён на железобетонный с металлическими затворами. Несколько лет назад была произведена реконструкция гидротехнического сооружения. В пределах участка села в р. Остёр впадают несколько небольших осушительных мелиоративных каналов с регулирующими затворами, оборудование большинства из которых в настоящее время требует ремонта.
В р. Остёр в районе села местными жителями ловятся карась, пескарь и др. рыба. Русло реки Остёр на территории села на основном своём протяжении представляет собой прямолинейный участок и имеет форму канала с выположенными откосными берегами. Глубина реки небольшая — не более 1.5 метров в верхнем бьефе шлюза (перед плотиной — до 1.7-1.8 м, на участке нижнего бьефа — менее метра) и на протяжении большей части лета отличается обилием водорослей, однако в жаркие дни на удобных участках подхода к воде активно используется для купания детворой, молодёжью и всеми желающими.
Одна из основных улиц села, проходящая с востока на запад и имевшая ранее название улицы 1 Мая (1 Травня), теперь носит имя жителя с. Плиски — Григория Мусиевича Шкуры — бывшего в 60 — 70-е годы 20-го века директора совхоза села Ивангород.
Интересное прошлое у сельской больницы на Загребле, построенной в конце XIX века. Есть информация, что в её открытии (а также по некоторым сведениям — при финансировании строительства) принимали участие Л. Н. Толстой и Н. Н. Ге.
Если ехать по шоссе к железнодорожной станции Плиски, то по левую сторону от дороги можно увидеть высокую кирпичную трубу (она видна и с северной части села), а также остатки строений кирпичного завода. Описание строений кирпичного завода с сохранившимися остатками печей для обжига из кирпичной кладки с арочными проёмами и подземными галереями приводится в тексте от 24 августа 2011 года

Раньше в 80-е годы XX века (и ранее) по другую сторону шоссе напротив территории кирпичного завода простирались великолепные яблоневые сады, сегодня — овощные поля.
На северо-западе села находятся сооружения совхозной фермы. Раньше ферма использовалась как животноводческое хозяйство для развода и содержания свиней, бычков, лошадей. Сейчас ферма не выглядит широко востребованной (во всяком случае в рамках былого масштаба), хотя здания и строения фермы с водонапорной башней хорошо сохранились и, как видно, постоянно поддерживаются в рабочем порядке, ферма электрифицирована, и в установленном порядке даёт молоко государству (есть поголовье коров). На лугах на территории фермы часто можно увидеть пасущихся лошадей. На прилегающих к селу полях выращиваются в основном злаковые и овощные культуры, активно используется аграрная техника.
Начиная с 2010 на окраине села стал действовать искусственный пруд, созданный на базе фермерского хозяйства — хуторок, который используется местными жителями и посетителями хуторка для купания и рыболовства.

## История
На старинном кирпичном заборе исторического здания школы есть памятная доска, на которой говорится об Археологическом памятнике ГОРОДИЩЕ. http://img153.imageshack.us/img153/3356/img1882k.jpg
На сайте Городов и сел Черниговской области  представлена информация, что на территории села было обнаружено городище времён Киевской Руси (IX— XIII вв). На территории Ичнянского района насчитывается несколько таких археологических памятников.
В XIX веке местечко Ивангород было центром Ивангородской волости Борзнянского уезда Черниговской губернии. В местечке были Преображенская и Свято-Духовская церкви.

## Старинные фотографии села
Здесь приведены сканированные фотографии, сделанные в середине 20 века в селе Ивангород (на Трилисах и реке Остер).
Так выглядели дворы села Ивангород в 50-60 года 20 века. Сейчас хаты-мазанки встречаются все реже и реже не только в Ивангороде, но и по всей Украине.
```
http://img851.imageshack.us/img851/7915/5060.jpg
 

http://img18.imageshack.us/img18/6822/33285615.png
```

Фотография старого деревянного шлюза на реке Остер: 
```
http://img706.imageshack.us/img706/9702/22890354.jpg
```

Сейчас на его месте железобетонный шлюз-регулятор с металлическим плоским затвором.
Существует фотография панароамы строений кирпичного завода, сделанная со стороны села Ивангород в 1980(81) году.
```
http://img830.imageshack.us/img830/2214/40267338.jpg
```

## Легенды
Существует устное предание у местных жителей.
На месте села в 13 веке стоял монастырь (в районе Пещаны - один из районов деревни)И при набеге не то степняков был осаждён. Силы были не равны, и когда стало ясно что монастырь не удержать монахи-защитники собрали всё ценное: золото, серебро, меха, разную другую ценную утварь сложили в три бочки и бросили в Остёр.
Но поиск этого клада помимо всего прочего обременён поиском старого русла реки, т. к. в середине XX века русло реки изменилось.
В центре села была когда-то церковь в дореволюционные годы, остались развалины. В подвалах существуют подземные ходы захламлённые мусором.

## Основные районы
1. Кудлаивка
2. Трилисы
3. Загребля
4. Пещана
5. Долипа (Прилепленный)
6. Шлях
7. Пивнев хутор (Петушиный хутор, находится на околице села)
8. Дергачёв хутор (находится на околице села)

## Выдающиеся люди родившиеся в селе
Бойко Николай Павлович (05.05.1911—29.03.1995) — Герой Советского Союза www.warheroes.ru
Александр Силыч Цыганок - сельский учитель истории, основатель музея Н.Н.Ге в клубе села Ивангород. Ссылка на статью с информацией о А.С.Цыганке в газете "День" номер 115 от 01.07.2005г. приводится.
Малюга Дмитрий Петрович (08.11.1902—19.12.1969) — доктор геолого-минералогических наук, сотрудник ГЕОХИ АН СССР. Участник советского атомного проекта, лауреат сталинской премии, соратник Курчатова И.В. и Вернадского В.И.
Артем Денисович Хохленко (1950-1988) - механизатор колхоза имени Тараса Шевченко, тринадцатикратный победитель соцсоревнования